# Peso dominicano
El peso dominicano es la moneda de curso legal de la República Dominicana. Su símbolo es «RD$» y su código ISO 4217 es «DOP». 
La moneda oficial de la República Dominicana fue el dólar estadounidense, desde la Convención domínico-americana en 1907 hasta la fundación del Banco Central de la República Dominicana en 1947; esta institución introdujo el peso oro (plural: "pesos oro") y estaría vinculado al oro (patrón oro) y convertible con el dólar estadounidense. La ruptura del patrón oro en 1971 dio paso a que el peso oro se convirtiese en una moneda fíat (perdiendo la paridad 1×1 con el dólar en enero de 1985 mientras sufría su primera devaluación) y posteriormente sería renombrado como peso dominicano en 2010 tras una reforma constitucional, por lo cual las autoridades comenzaron desde 2011 a realizar una sustitución paulatina de los billetes y monedas con las viejas inscripciones de «pesos oro» por la de «pesos dominicanos».

## Historia del peso dominicano
La Española fue una de las primeras colonias de América en la que los españoles implementaron un sistema de monedas. En 1505 los reyes de España mandaron acuñar monedas llamadas maravedíes para enviarlas a la isla donde más tarde ordenaron que se creara una fábrica.
En el 1542 se estableció en La Española una Casa de la Moneda, poco después de la de México que se instaló en el 1535 para acuñar plata y vellón. Sin embargo las monedas que se hacían allí eran consideradas como de poca calidad porque contenían poco metal y se les llamaba de forma despectiva «las monedas de Santo Domingo».
Durante el yugo español, francés y haitiano circularon varias monedas de estos países como el Gourde Haitiano y el Real de Santo Domingo.
Luego de la Independencia de la República Dominicana en 1844 comenzaron a circular monedas dominicanas llamadas «cuarto de real» que a su vez era una moneda española y que eran fabricadas en los Estados Unidos. Se dice que la frase «cuarto» utilizada en el argot popular para referirse al dinero proviene de estos orígenes.
La República Dominicana decimalizó su moneda en 1877, dividiendo el peso en 100 centavos.
En 1880 durante la dictadura de Ulises Heureaux el país alcanzó una crisis económica sin precedentes y el gobierno emitía papel moneda descontroladamente lo que provocó que el dinero perdiese valor. El gobernante autorizó a que los ayuntamientos emitieran billetes los cuales solo podía ser utilizados en el lugar de origen, lo que provocó que por un período breve de tiempo, circularan billetes de diferentes formas, tamaños y colores. Una segunda moneda, el franco dominicano, se puso en circulación entre 1891 y 1897, pero no sustituyó el peso.
En 1905, el peso fue reemplazado por el dólar estadounidense, a razón de 5 pesos por cada dólar. El peso oro fue introducido en 1937 a la par con el dólar estadounidense, aunque el dólar continuó utilizándose junto con el peso oro hasta 1947 cuando el entonces dictador Rafael Leónidas Trujillo Molina firma el tratado Trujillo - Hull.

## Monedas Dominicanas

### Primer Peso 1844–1905
Solo una denominación de moneda fue puesta en circulación en la República Dominicana antes de la decimalización. Este fue el real de ¼, en 1844 en bronce y entre 1844 y 1848 en latón. La decimalización en 1877 provocó la puesta en circulación de tres nuevas monedas, de 1, 2 ½ y 5 centavos. También se puso en circulación monedas de 1 centavo y ¼  entre 1882 y 1888. Después de que el franco dejó de circular, fueron introducidas monedas de plata en 1897 en denominaciones de 10 y 20 centavos, ½ y 1 peso. Los diseños de estas monedas fueron muy similares a los francos.

### Peso Oro, de 1937
Las monedas se introdujeron en 1937 en denominaciones de 1, 5, 10, 25 centavos y medio peso con un pequeño número de monedas de 1 peso emitidas en 1939. Una base de metal reemplazó a la de plata en las denominaciones más altas en 1967. Desde 1998 hasta la fecha, las monedas de las denominaciones de 5, 10 pesos han estado en circulación.

## Billetes
El papel moneda componía el grueso de la circulación monetaria del peso. Papeletas provisionales de 40 y 80 pesos se emitieron en 1848, seguido de billetes regulares de 1, 2 y 5 pesos en 1849, después de 10 y  50 pesos en 1858. La Comisión de Hacienda emitió billetes de 50 y 200 pesos en 1865, mientras que la Junta de Crédito introdujo billetes de 10 y 20 centavos en ese año, seguido por 5 y 40 centavos en 1866 y 1, 2, 5 y 10 pesos en 1867. En 1862, se emitieron billetes españoles por ½, 2, 5, 15 y 25 pesos en el nombre de la Intendencia de Santo Domingo.
Dos bancos privados emitieron papel moneda. El Banco Nacional de Santo Domingo emitió billetes entre 1869 y 1889 en denominaciones de 25 y 50 centavos, 1, 2, 5, 10, 20, 25 y 100 pesos. El Banco de la Compañía de Crédito de Puerto Plata emitió billetes en la década de 1880 hasta 1899 en denominaciones de 25 y 50 centavos, 1, 2, 5, 10 y 50 pesos. Tenga en cuenta que el Banco Nacional de Santo Domingo también emitió billetes en 1912 denominados en dólares.
Cuando el peso oro fue introducido en 1937, no se hicieron más billetes y los billetes estadounidenses continuaron circulando. Solo en 1947 se emitieron los primeros billetes por el Banco Central en denominaciones de 1, 5, 10, 20, 50, 100, 500 y 1000 pesos oros. En 1961, se emitieron los billetes de baja denominación 10, 25 y 50 centavos. En el 2000 se emitió el billete de alta denominación 2000 peso oro.
Los billetes actualmente en circulación son de 50, 100, 200, 500, 1000 y 2000 pesos oros. Los billetes de 5 y 10 pesos dejaron de circular y se sustituyeron por monedas de 5,10 y 25 pesos respectivamente. Los billetes de 500 y 2000 pesos oro fueron emitidos con motivo del aniversario número 500 del descubrimiento de América y la llegada del nuevo milenio, respectivamente.
El 1 de julio de 2010 el Banco Central de la República Dominicana puso en circulación un billete de 20 pesos oro en polímero.
El 1 de octubre de 2014 fue puesta en circulación,gradualmente, la sexta familia de billetes introducciendo nuevas y mejoradas características de seguridad, conservando sus colores y las efigies del anverso y reverso.
En 2017 se puso en circulación un billete de 500 pesos, conmemorando el 70 aniversario del Banco Central, introduciendo características de seguridad mejoradas.

## Frase impresa
Todos los billetes llevan la frase: «Este billete tiene fuerza liberatoria para el pago de todas las obligaciones públicas o privadas». A partir del año 2011 los billetes cambiaron la denominación «Peso Oro» por «Peso Dominicano».

## Billetes en circulación
| Billetes circulantes | Billetes circulantes | Billetes circulantes | Billetes circulantes    | Billetes circulantes                                               | Billetes circulantes                        | Billetes circulantes |
| Imagen               | Imagen               | Color                | Valor                   | Descripción                                                        | Descripción                                 | Marca de Agua        |
| Anverso              | Reverso              | Color                | Valor                   | Anverso                                                            | Reverso                                     | Marca de Agua        |
| -------------------- | -------------------- | -------------------- | ----------------------- | ------------------------------------------------------------------ | ------------------------------------------- | -------------------- |
|                      |                      | Morado               | 50 Pesos Dominicanos    | Catedral Primada de América Santa María la Menor                   | Basílica de Nuestra Señora de la Altagracia | Ninguna              |
|                      |                      | Naranja              | 100 Pesos Dominicanos   | Francisco del Rosario Sánchez Juan Pablo Duarte Matías Ramón Mella | Puerta del Conde                            | Juan Pablo Duarte    |
|                      |                      | Rosa Viejo           | 200 Pesos Dominicanos   | Hermanas Mirabal                                                   | Monumento a las Hermanas Mirabal            | Juan Pablo Duarte    |
|                      |                      | Verde Turquesa       | 500 Pesos Dominicanos   | Salomé Ureña Pedro Henríquez Ureña                                 | Banco Central de la República Dominicana    | Juan Pablo Duarte    |
|                      |                      | Magenta              | 1 000 Pesos Dominicanos | Palacio Nacional                                                   | Alcázar de Colón                            | Juan Pablo Duarte    |
|                      |                      | Azul                 | 2 000 Pesos Dominicanos | Emilio Prud'Homme José Reyes                                       | Teatro Nacional                             | Juan Pablo Duarte    |

## Billetes descontinuados
| Imagen  | Imagen  | Color  | Valor                | Descripción      | Descripción      | Nota                                                                                      |
| Anverso | Reverso | Color  | Valor                | Anverso          | Reverso          | Nota                                                                                      |
| ------- | ------- | ------ | -------------------- | ---------------- | ---------------- | ----------------------------------------------------------------------------------------- |
|         |         | Marrón | 20 Pesos Dominicanos | Gregorio Luperón | Panteón Nacional | Este billete salió de circulación en 2006, volvió a emitirse en formato polímero en 2009. |

## Monedas en circulación
| Denominación (RD$)   | 1.ª emisión | Forma       | Metal  | Metal  | Diámetro | Diseño en el anverso                     | Diseño en el reverso                          |
| Denominación (RD$)   | 1.ª emisión | Forma       | Anillo | Centro | Diámetro | Diseño en el anverso                     | Diseño en el reverso                          |
| -------------------- | ----------- | ----------- | ------ | ------ | -------- | ---------------------------------------- | --------------------------------------------- |
| 1 Peso Dominicano    | 1991        | Undecagonal | Latón  | Latón  | 25 mm    | Juan Pablo Duarte                        | Escudo nacional y valor facial                |
| 5 Pesos Dominicanos  | 1997        | Circular    | Latón  | Acero  | 23 mm    | Francisco del Rosario Sánchez            | Escudo nacional y valor facial                |
| 10 Pesos Dominicanos | 2006        | Circular    | Níquel | Latón  | 27 mm    | Matias Ramón Mella                       | Escudo nacional y valor facial                |
| 25 Pesos Dominicanos | 2006        | Circular    | Níquel | Níquel | 29 mm    | Gregorio Luperón inscrito en un octógono | Escudo nacional y valor facial en un octógono |

## Billetes fuera de circulación
| Billetes no circulantes | Billetes no circulantes | Billetes no circulantes | Billetes no circulantes | Billetes no circulantes       | Billetes no circulantes |
| Imagen                  | Imagen                  | Color                   | Valor                   | Descripción                   | Descripción             |
| Anverso                 | Reverso                 | Color                   | Valor                   | Anverso                       | Reverso                 |
| ----------------------- | ----------------------- | ----------------------- | ----------------------- | ----------------------------- | ----------------------- |
|                         |                         | Verde                   | 10 Pesos Oro            | Matías Ramón Mella            | Altar de la Patria      |
|                         |                         | Rojo                    | 5 Pesos Oro             | Francisco del Rosario Sánchez | Presa hidroeléctrica    |
|                         |                         | Negro                   | 1 Peso Oro              | Juan Pablo Duarte             | Industria azucarera     |